# Cytidine désaminase
La cytidine désaminase est une hydrolase qui catalyse les réactions :
- cytidine + H2O  {\displaystyle \rightleftharpoons }  uridine + NH3 ;
- 2'-désoxycytidine + H2O  {\displaystyle \rightleftharpoons }  2'-désoxyuridine + NH3.

Cette enzyme est codée chez l'homme par le gène CDA. Il s'agit d'un homotétramère qui catalyse la désamination par hydrolyse de la cytidine et de la désoxycytidine en uridine et désoxycytidine respectivement. Il s'agit de l'une des désaminases qui maintiennent le niveau de pyrimidine des cellules.